# وادي الرمم
يقعُ وادي الرمم في محافظة عمّان عاصمة المملكة الأردنيّة الهاشمية، وسُمّي بهذا الاسم؛ لأنّ منذ زمن قديم كانت مئات الإبل تسير فيه، فاندفع سيل ماء كبير في الوادي وأهلك الإبل، فأصبحت رممًا وجثثًا كثيرة على أطراف الوادي.

## شارع اليرموك
يُسمّى أيَضًا وادي الرمم بشارع اليرموك، ويُعد من أكثر الشوارع ازدحامًا على الصعيدين التجاري والصناعي، كما يتميز بموقعه الاستراتيجي الذي ربط منطقة الحجاز ببلاد الشام، بفضل وجود خط سكة حديد الحجاز الذي يمر عبره، هذا الخط الحديدي تاريخه يمتد من عهد الدولة العثمانية وحتى الوقت الحاضر، وتعتبر الجسور العشرة التي بُنيت على مدى القرن الثامن عشر تحفًا هندسية تشهد لعراقة هذا الشارع النّشيط والصناعيّ والحضريّ.
إنّ شارع اليرموك يُشكّل حاليًا مركزًا تجاريًا بارزًا يستقطب أبرز التجّار في عمّان، إذ يضم وكالات تجارية عالميّة ويشكل مصدرًا حيويًا لتوفير السلع الغذائيّة الأساسيّة للمملكة، مثل السكر والأرز والبقوليات، فضلاً عن السكاكر والتّمور والبن ومواد التنظيف وغيرها من السلع التموينيّة، ويتميّز الجزء الأوّل من هذا الشّارع، الذي يمتد من إشارة المحطّة إلى إشارة الجّسور العشرة، بأنّه يكون مركزًا تجاريًا حيويًا، ولكن مع تقدّم الشّارع، يتحوّل إلى منطقة صناعيّة تحتضن وكالات بيع قطع السّيارات والإطارات وورش إصلاح المركبات وغيرها، ويشهد تدفقًا هائلًا من الشاحنات الكبيرة والمتوسطة التي تفرّغ حمولاتها في مستودعات المحال التجارية على جانبي الشارع.
يعدّ هذا الشارع شريانًا حيويًا يرتبط بالعديد من جبال عمان، بما في ذلك جبل التاج، والجوفة، والنصر، وأشرفية، وأم نوارة، والوحدات، والقويسمة، ويتخلّل الشّارع عددًا من الإشارات الضوئية، تبدأ من إشارة المحطة وتمتد إلى إشارة الجسور العشرة، و إشارة مستشفى البشير والقويسمة، ويميز الشارع أيضًا وجود اثنين من الأنفاق الرئيسية، الأول يبدأ من تفرع الشارع بجوار جبل النصر، والثاني يقع في المنطقة المؤدية إلى دوار الشرق الأوسط، ورغم وجود هذه الأنفاق، إلا أن الشارع يشهد ازدحامًا مروريًا يوميًا نتيجة تدفق مئات المركبات والانعطافات العشوائيّة.
قبل أكثر من خمسة عشر عامًا، تمت محاولات من القطاع الخاص لإحياء شارع وادي الرمم وتحويله إلى وجهة سياحية جاذبة، بالإضافة إلى ربطه بنفق يرتبط بمركز المدينة، ومع ذلك، تم إيقاف هذا المشروع بسبب مشكلات مالية، وما زالت آثار هذا المشروع واضحة حتى اليوم دون أن تتم معالجتها.

## الجسور العشرة

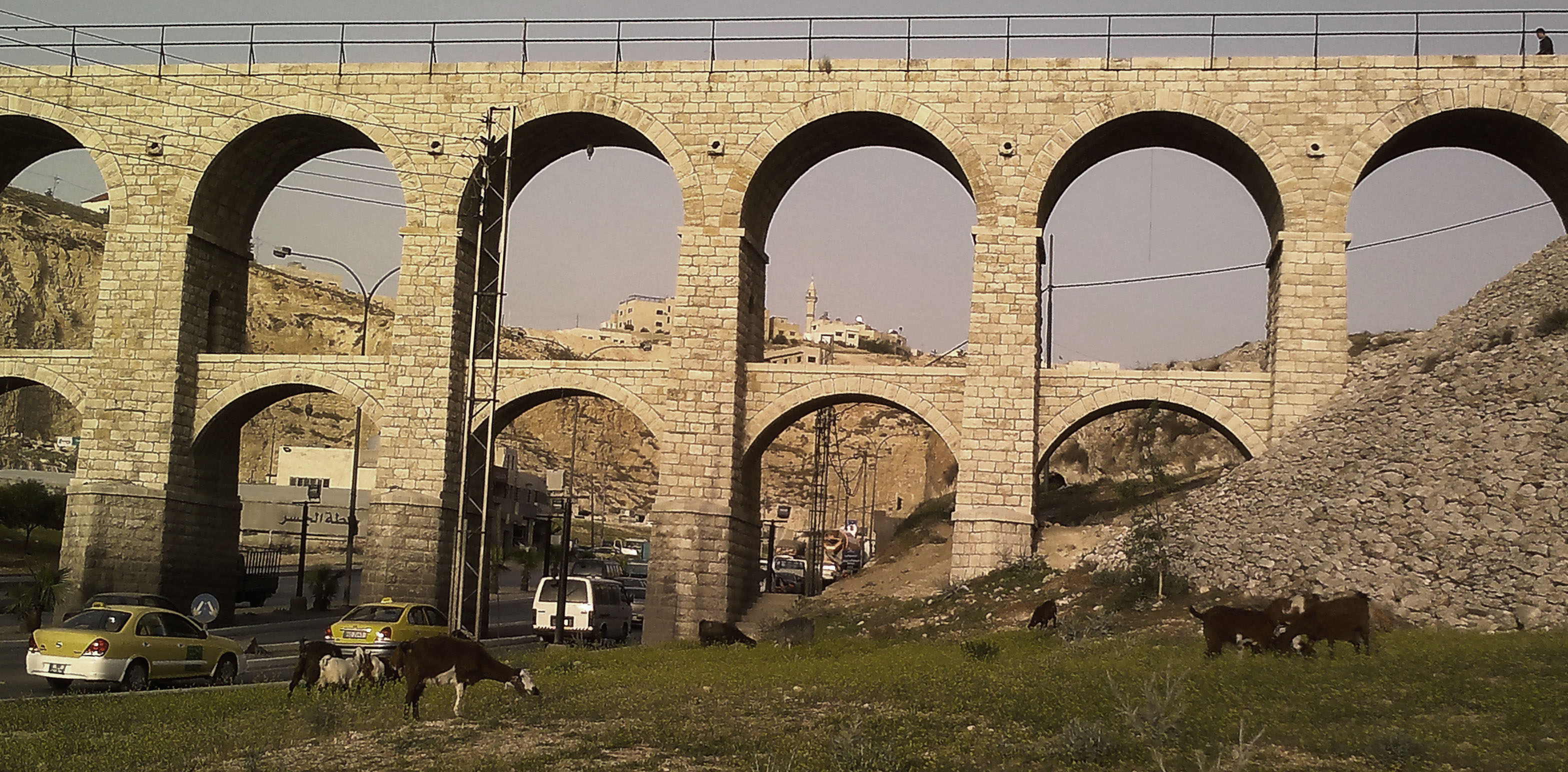
الجسور العشرة في منطقة وادي الرمم

بُنيت الجسور العشرة العثمانيّة قبل 114 عامًا في منطقة وادي الرمم شرق عمان، تعود التسمية الشعبية له إلى أنّه جسر عالٍ يُستخدم لمرور القطارات فوقه والمشاة والمركبات تحته، وعلى الرغم من أن هذه التسمية غير دقيقة، إلا أنها شائعة، لكن في الواقع، هذا البناء هو جسر واحد فقط، ويتعلق اسم "العشرة" بالأقواس العشرة المميّزة الموجودة على هذا الجسر الحجري القديم.
كانت الجسور العشرة جزءً من مشروع السكك الحديدية الذي بدأ في العام 1901م واستمر حتّى عام 1908م، وقد بُني الخط الحديدي بهدف تقديم خدمة للحجاج المسلمين الذين كانوا متجهين إلى الديار المقدسّة، إذ يمتدّ الخط الحديدي الحجازي من دمشق إلى المدينة المنورة على مسافة تبلغ 1303 كيلومترًا، ومن هذه المسافة، يمرّ 452 كيلومترًا في الأردن، وهو يمثل نحو 33٪ من الطول الإجمالي للخطّ.
تتميز الجسور العشرة بقوسها المعماريّ الرّائع الذي تمّ تصميمه بعنايةٍ فائقةٍ، إذ يتألّف كل جسر من طابقين، الطّابق الأوّل يحتوي على تصميمٍ دقيقٍ لتصريف قنوات المياه ويضم أيضًا ممرًا خاصًا للمشاة، أمّا الطابق الثّاني، فهو مُخصّص لمرور القطارات فوقه بكفاءة.

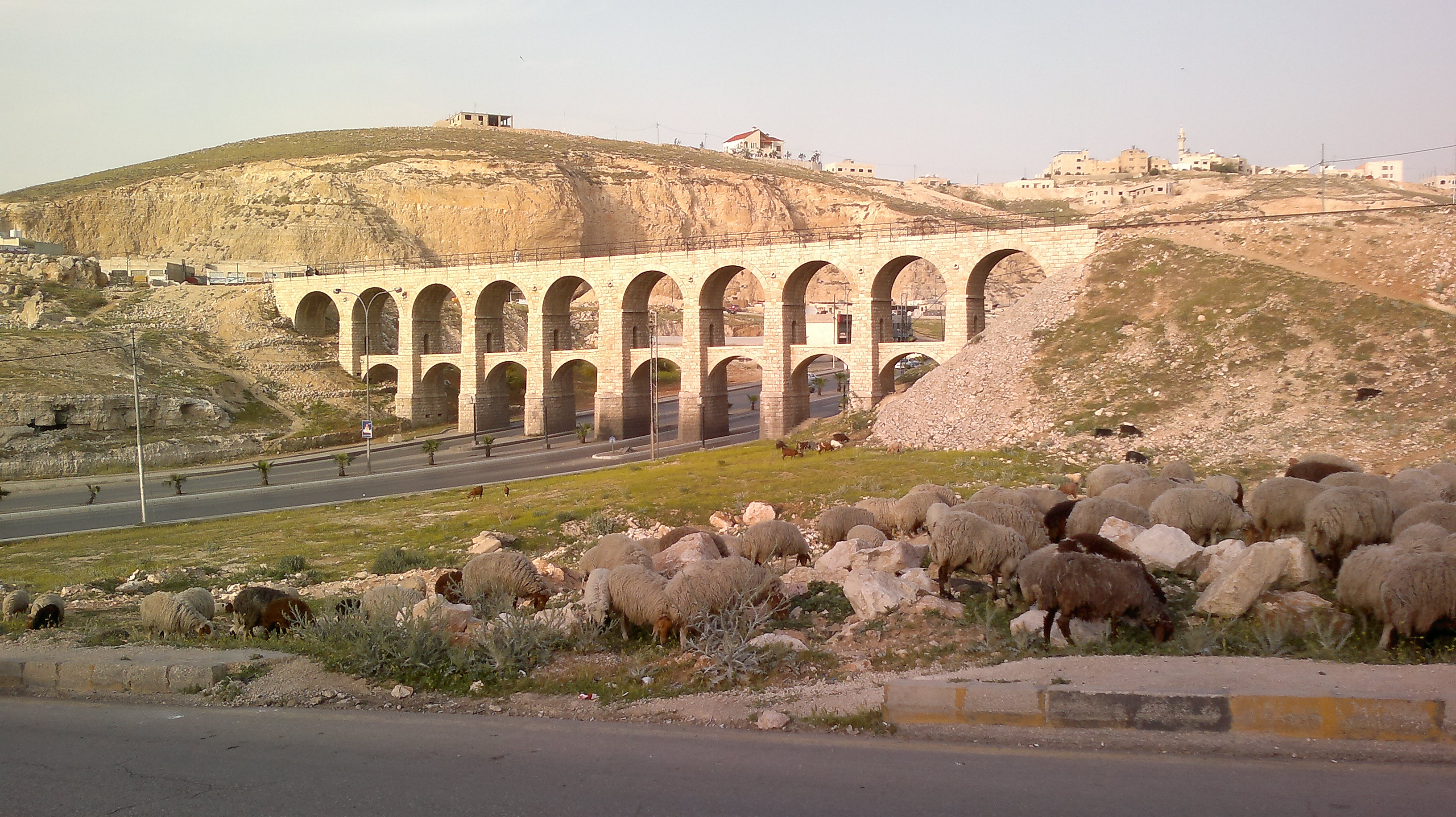